# Montépilloy
Montépilloy ist eine französische Gemeinde mit 151 Einwohnern (Stand 1. Januar 2022) im Département Oise in der Region Hauts-de-France (vor 2016 Picardie). Montépilloy gehört zum Arrondissement Senlis und zum Kanton Pont-Sainte-Maxence (bis 2015 Senlis). Die Einwohner werden Montépillusiens genannt.

## Geographie
Montépilloy liegt etwa sieben Kilometer östlich von Senlis. Umgeben wird Montépilloy von den Nachbargemeinden Rully im Norden, Fresnoy-le-Luat im Osten, Baron im Südosten, Borest im Süden und Westen sowie Barbery im Nordwesten.

## Geschichte
Am 15. August 1429 kam es hier während des Hundertjährigen Krieges zu einer Schlacht zwischen Montépilloy und Mont-l’Évêque. Die französischen Truppen, u. a. angeführt von Karl VII. von Frankreich und Jeanne d’Arc, obsiegten dabei über den englischen Heerwurm, angeführt von Herzog John Lancaster.

## Bevölkerungsentwicklung
| 1962                      | 1968 | 1975 | 1982 | 1990 | 1999 | 2006 | 2013 |
| ------------------------- | ---- | ---- | ---- | ---- | ---- | ---- | ---- |
| 170                       | 174  | 160  | 149  | 157  | 159  | 159  | 162  |
| Quelle: Cassini und INSEE |      |      |      |      |      |      |      |

## Sehenswürdigkeiten
Siehe auch: Liste der Monuments historiques in Montépilloy
- Kirche Saint-Jean-Baptiste aus dem 12. Jahrhundert, seit 1971 Monument historique
- Ruine der Burg von Montépilloy aus dem 12. Jahrhundert, seit 1963 Monument historique

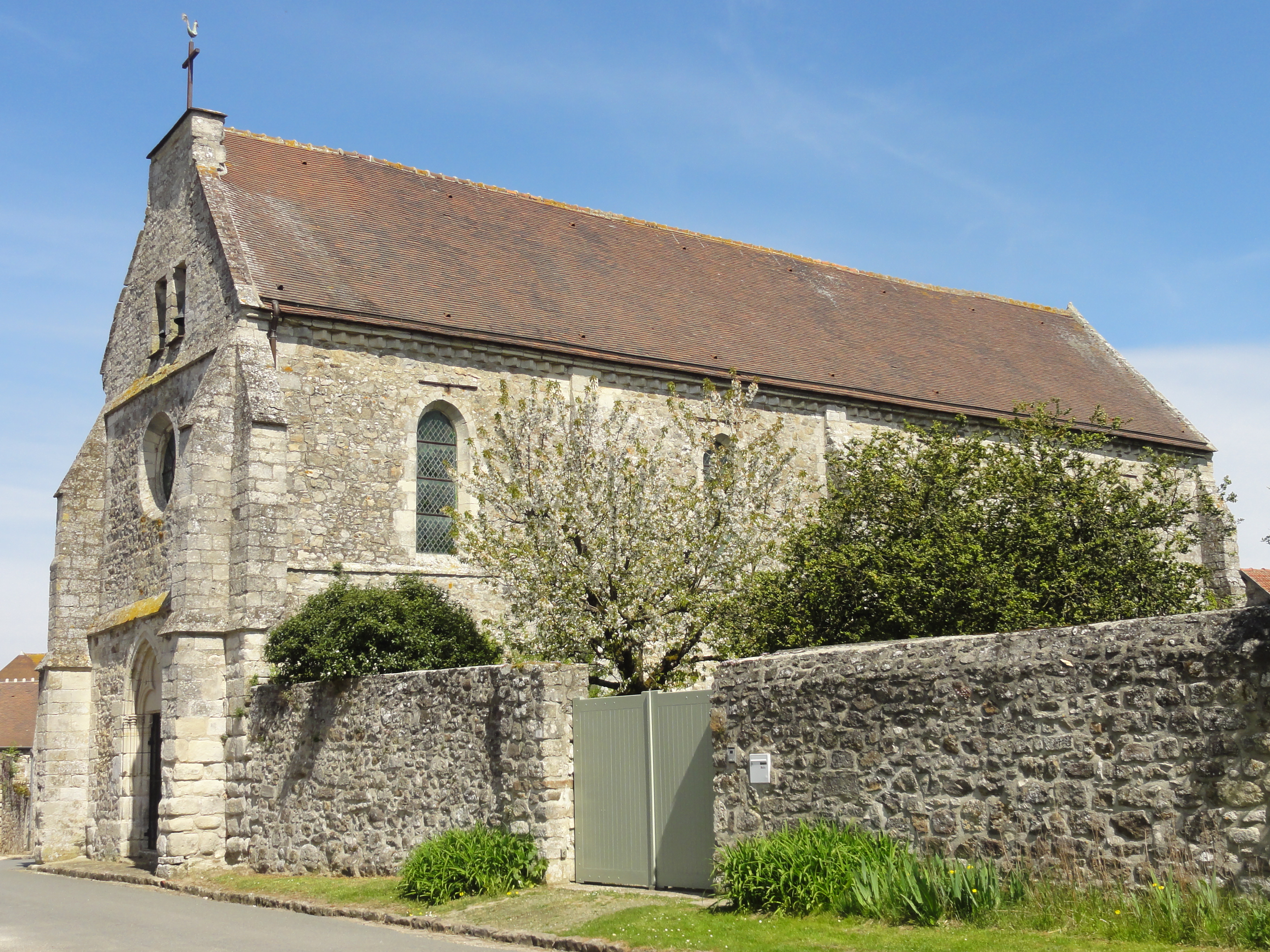
Kirche Saint-Jean-Baptiste
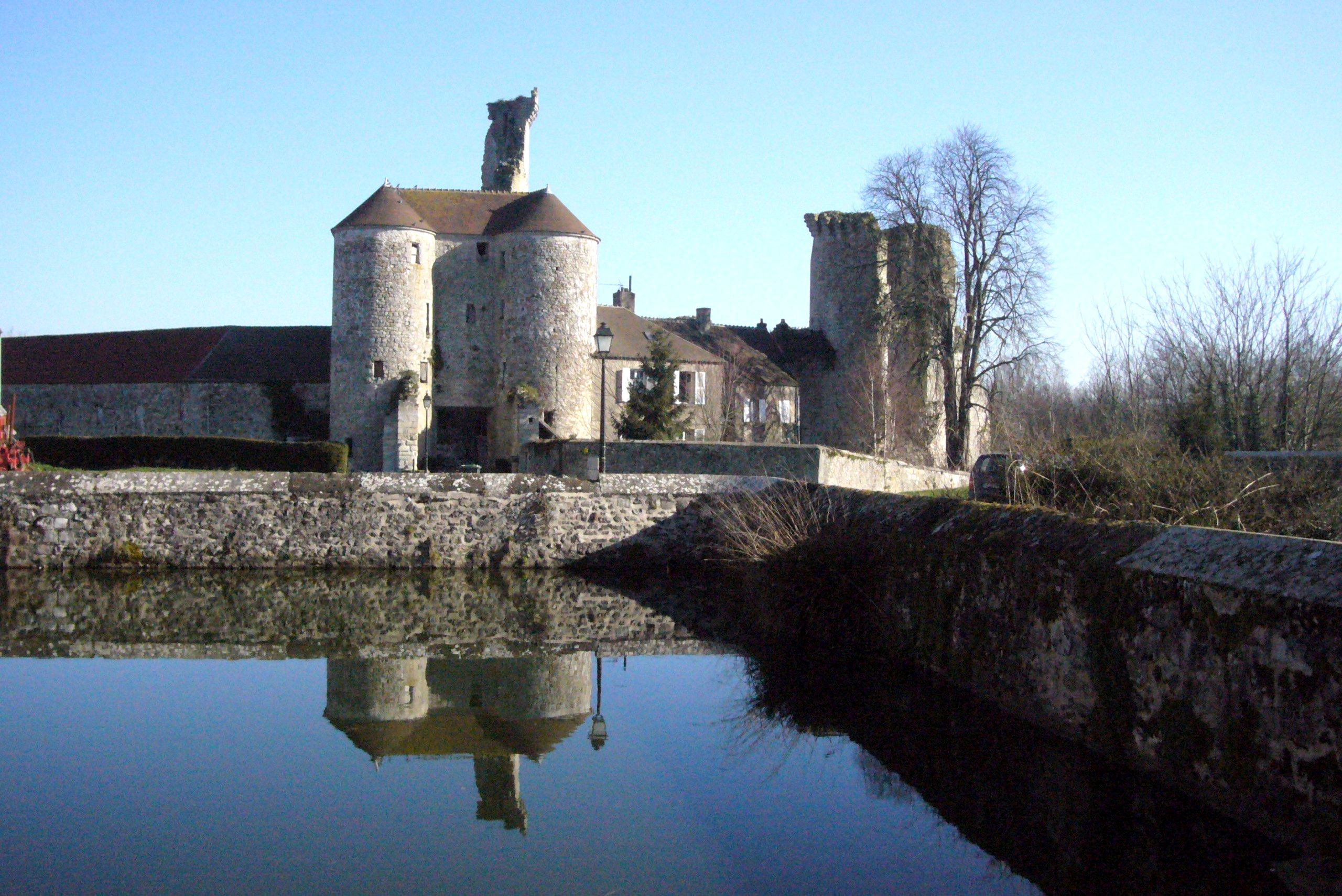
Ruine der Burg